# Stazione di West Croydon
La stazione di West Croydon è una stazione ferroviaria, situata nella zona ovest del quartiere di Croydon, nel borgo londinese di Croydon.
La stazione è il capolinea di una delle diramazioni dell'East London Line che fu estesa fino a qui nel 2010. È anche situata sulla linea ferroviaria principale fra la stazione di London Bridge e quella di Brighton. Fu originariamente aperta nel 1839 come Croydon, per poi essere ribattezzata col suo nome attuale nel 1851 a seguito dell'espansione della città e apertura di altre stazioni ferroviare.

## Servizi
L'impianto è servito dai treni della linea East London della London Overground. Oltre a questi, effettuano fermata i treni regionali e nazionali di Southern.

## Interscambi
C'è un interscambio con la rete dei tram, che qui passano fra la fermata di Centrale e quella di Wellesley Road. La stazione è anche servita direttamente da numerose linee di autobus, gestite da London Buses
- Fermata autobus
- Fermata del Tramlink